# محوطه دوه یاتاقی
محوطه دوه یاتاقی مربوط به هزاره سوم قبل از میلاد است و در شهرستان تکاب، بخش تکاب واقع شده و این اثر در تاریخ ۱۷ خرداد ۱۳۳۵ با شمارهٔ ثبت ۱۲۳۲ به‌عنوان یکی از آثار ملی ایران به ثبت رسیده است.